# 新居浜大丸
新居浜大丸（にいはまだいまる）は、愛媛県新居浜市に存在した百貨店である。
住友金属鉱山と大丸（現：大丸松坂屋百貨店）などが出資した株式会社新居浜大丸が運営していた。

## 概要
戦後すぐに設立され、半世紀の歴史を持つ百貨店であった。第二次世界大戦後、GHQにより３大財閥の一角であった住友財閥は過度経済力集中排除法の対象に指定され解体された。住友総本店直轄事業であった別子銅山に関連した事業部門は当時すでに、株式会社住友肥料製造所（住友化学工業株式会社）、住友機械製作株式会社（住友機械工業株式会社）、住友伸銅鋼管株式会社（住友金属工業株式会社）、株式会社住友銀行など、各事業会社として独立していたが、住友財閥の源泉であった別子銅山において中核である鉱山事業を行っていた事業会社「住友鉱業株式会社」は、商号使用禁止により井華鉱業株式会社に社名を変更するが、分割会社にも指定され、実際に4分割された。このときの分割により、
- 石炭鉱業部門「井華鉱業株式会社（住友石炭鉱業株式会社）」
- 非鉄金属部門「別子鉱業株式会社（住友金属鉱山株式会社）」
- 土木建築部門「別子建設株式会社（住友建設株式会社）」
- 調度小売部門「株式会社別子百貨店（株式会社別子大丸 / 株式会社新居浜大丸）」

として設立された。その後、別子百貨店は、小売業態の支援を株式会社大丸に依頼し、出資を受け、別子大丸へ商号変更する。さらに時代が下り1970年代になって近隣の今治市にあった百貨店・大洋デパートが大丸傘下入りして今治大丸となった後に、新居浜大丸へ再度商号変更が行われた。
新居浜市の中心商店街である昭和通り、敷島通りや、海岸通りなどが交わる五叉路交差点の角に位置した。昭和期の建物は地上3階建てで、屋上に遊園地が設置されていたが、その後改装され、最終的には地上4階建て、売り場面積は7457平方メートルであった。また、百貨店としては珍しく地階が存在せず、他の百貨店では地階に配置されていることが多い食料品売場（いわゆる｢デパ地下｣）が1階（西側）部分にある点がユニークであった。
中心商店街の核店舗として賑わい創出に寄与してきたが、売上高は1992年2月期の77億5200万円ピークに年々落ち込み、2000年2月期には58億5700万円まで低下。収支も長年赤字続きで業績回復は困難と判断され、2001年に閉店した。四国の百貨店業界においては、2001年にコトデンそごうが、2002年に高知西武が閉店するなど激動の時期でもあった。当地でも、昭和通りでは大丸の閉店と同時に閉店する商店もみられるなど、商店街の地盤沈下に追い打ちをかける結果となった。また、新居浜市では住友グループの工場従業員の減少が顕著であったため、同グループの出資により生まれた百貨店の閉店を「『住友城下町』の終わりを告げる象徴的な出来事」として捉える市民もいた。
閉店時期に新居浜市でイオン新居浜ショッピングセンター（現 : イオンモール新居浜）建設計画が持ち上がり、その核施設とする構想もあったが実現しなかった。閉店後は店舗が取り壊され、跡地には東予地区を地盤とする地元資本のスーパーママイが立地している（｢バリュー市場新居浜店｣としてオープン後2011年11月20日に閉店したが、2年後の13年11月22日にフレッシュバリュー西原店として再オープン）。また閉店後は大丸の子会社、今治大丸が新居浜市に出張所を設置し外商部門を引き継いでいたが、今治大丸閉店に伴い出張所は高知大丸に移管された。

## 所在地
- 愛媛県新居浜市西原町3-1-26
  - 出張所
    - 新居浜大丸三島出張所（伊予三島市中之庄607-1）
    - 新居浜大丸西条出張所（西条市大町771-1）
    - 新居浜大丸東予出張所（東予市三津屋南11-21）

## アクセス
- 最寄り駅：別子鉱山鉄道新居浜港駅、昭和橋駅（現在は廃線）
- 最寄りバス停：新居浜大丸前（閉店後は西原町3丁目に改称）

## 沿革
- 1947年　別子鉱業の小売部門、別子調度事業所として営業開始。
- 1950年　別子百貨店として開店。
- 1951年　大丸が資本参加し、別子大丸に社名変更。
- 1975年　新居浜大丸に社名を変更。
- 2001年5月27日　閉店。